# 감해국
감해국(感奚國)은 고대 한반도에 존재했던 국가로 마한의 54소국 중의 하나이다. 익산의 백제 때의 이름 금마저와 함열에 남아있는 곰개라는 지명 때문에 현재 익산시 함열군 지역으로 추정된다.

## 같이 보기
- 함열군